# Pygopleurus keithi
Pygopleurus keithi är en skalbaggsart som beskrevs av Guido Sabatinelli och Uliana 2009. Pygopleurus keithi ingår i släktet Pygopleurus och familjen Glaphyridae. Inga underarter finns listade i Catalogue of Life.